# Дубовый Гаайъ
«Дубовый Гаайъ» (до осени 1994 года: «Дубовый Гай», с укр. — «Дубовая роща») — советская и российская альтернативная рэп-группа, основанная Андреем «Дельфином» Лысиковым и Олегом «Оленем» Башкатовым весной 1991 года. Позже к группе присоединился Андрей «Ганс Хольман» Савченко. За музыку отвечал «Ганс», а за тексты — «Дельфин».
Первый распад группы произошёл весной 1992 года: Дельфин и Олень занялись проектом «Мальчишник», а Ганс Хольман вместе с Иваном Лебедевым («Кестер») образовал готик-рок-группу Alien Pat. Holman. Осенью 1993 года группа воссоединилась для записи альбомов Stop The Killing Dolphins (1994) и «Синяя лирика №2» (1995). Весной 1994 года после отъезда продюсера Алексея Адамова группа окончательно распалась из-за творческих разногласий между Дельфином и Гансом: Дельфин вместе с Михаилом Воиновым образовал гитарный проект «Мишины дельфины», а Ганс продолжил играть в Alien Pat. Holman. В 1997 году фирма «Элиас Records» возродила проект и выпустила несколько альбомов от имени группы, взяв за основу старый материал Alien Pat. Holman.

## История

### Начало 1991—1992
Андрей Савченко («Ганс Хольман») впервые познакомился с Андреем Лысиковым («Дельфин») на Арбате 1 апреля 1986 года, когда улицу сделали пешеходной. Их знакомство произошло на фоне увлечения брейк-дансом: объединившись, они стали участвовать в уличных танцевальных баттлах. В 1988 году «Дельфин» образовал брейк-данс-трио «Планета Рок» (Андрей «Дельфин» Лысиков, Андрей «Дэн» Котов, Антон «Кентоша» Собко), а «Ганс» присоединился к команде «Магический круг». Их выступления можно встретить на записях с брейк-фестивалей Papuga '88 (июль) и Papuga '89 (август) в Паланге, «Колобок '89» (ноябрь) и «Колобок '90» (ноябрь) в Горьком.
Весной 1991 года Дельфин вместе с Олегом Башкатовым («Олень») образовал рэп-дуэт «Дубовый Гай» (с укр. — «Дубовая роща»). Название для проекта Дельфин взял у одноимённого аттракциона в парке. По его словам, «Дубовый Гай» был задуман как рэп-проект с использованием большого количества ненормативной лексики. Первое выступление дуэта произошло на первом Всесоюзном фестивале рэп-музыки «Рэп-пик-91» в Ленинградском дворце молодёжи 21 апреля 1991 года.
Самая первая песня под названием «Чёрный город» была записана с помощью проигрывателя виниловых пластинок «Радиотехника», ритм-бокса «Лель» и бас-гитары в июне 1991 года. Вся эта техника принадлежала Дельфину, поэтому бюджет первой записи равнялся нулю. В дальнейшем песня вошла в альбом Stop The Killing Dolphins, но не в первозданном виде. 30 июня 1991 года дуэт выступил с песней «Чёрный город» на первом московском фестивале рэп-музыки «Эм-Си-шоу» в московском парке Горького, организованным студией «Класс» Сергея Обухова, где председателем жюри был музыкальный критик Артемий Троицкий. В июле с помощью участников панк-рок-группы «АЫ», живших по соседству с Дельфином, была записана песня «Про пиво». С ней дуэт выступил на одной из московских дискотек в ДК «Дукат», где Андрей Савченко («Ганс Хольман») работал диск-жокеем. В один из своих сетов Ганс включил живое выступление рэп-коллектива «Дубовый Гай»: после исполнения песни про пиво группу попросили покинуть дискотеку. После этого выступления Дельфин обратился к Гансу с предложением присоединиться к его проекту и помочь с музыкальным оформлением его текстов. Ганс впервые присоединился к группе во время выступления на фестивале «Рок против дождя» в Зелёном театре в парке Горького 27 июля: участники коллектива вышли на сцену в невменяемом состоянии, Ганс играл на бас-гитаре, а Дельфин и Олень исполнили рэп-композицию «Про пиво». Во время концерта в Зелёном театре из-за обилия ненормативной лексики в текстах и вызывающего поведения на сцене организатор фестиваля, Алексей Соловьёв, попытался остановить выступление группы, в связи с чем оказался пострадавшим от руки Ганса.
Последний концерт «Дубового Гая» состоялся в концертном зале Рижского технического университета на организованном компанией «Артклуб» фестивале танцевальной музыки Deju Mūzikas Festivāls ’91 8 декабря. Группа выступила в составе из семи человек: солист и автор текстов Андрей Лысиков («Дельфин»), бас-гитарист и автор музыки Андрей Савченко («Ганс Хольман»), Олег Башкатов («Олень») и Павел Галкин («Мутабор») в качестве диджеев с проигрывателями «Юность» и «Радуга», гитарист Михаил Воинов, клавишник Иван Черников и барабанщик Илья «Шейкер/Пруль» Вымениц. Поскольку у организаторов не нашлось синтезатора, то Черникову пришлось играть на рояле, а из-за отсутствия барабанной установки музыкантам пришлось обратиться к рижскому диджею Модрису Скайсткалнсу (Mr. Tape), который за несколько часов до концерта создал барабанные дорожки на двух катушечных магнитофонах. Было сыграно шесть песен: «Дождь», «Сынок», «Меня зовут Дельфин», «Не убивай на бумаге» (вокал: «Дельфин» и «Мутабор»), «Мой мир» (битбокс: «Мутабор»), «Синяя лирика» (битбокс: «Мутабор»), а в промежутках между песнями Ганс позволил себе расистское высказывание в адрес чернокожих («Мы играем только для белых, fuck all niggers»).
Осенью 1991 года Дельфин стал участником рэп-группы «Мальчишник». В ноябре на репетиции группы «Дубовый Гай» Дельфин предложил сделать коммерческую запись, чтобы на группу обратил внимание продюсер «Мальчишника». На следующей репетиции Ганс предложил записать композицию по музыке в стиле американской рэп-группы Run-D.M.C., а по тексту — в стиле 2 Live Crew, которая начиналась словами: «Мы познакомились с чиксой, она была хороша…». Песню показали продюсеру Алексею Адамову, которому она понравилась и в итоге была взята в репертуар его группы под названием «Секс без перерыва».
После фестиваля в Риге в декабре 1991 года коллектив записал в профессиональной студии «Класс» в Измайловском парке (бывшая студия «Рекорд») первые три песни: «Дождь», «Сынок» и «Когда ты вернёшься». А в феврале 1992 года в студии «Тет-а-тет» на Преображенской площади было записано ещё две песни: «Чёрный город» и «Лирическая» (позже получившая при издании имя «Синяя лирика»). В процессе первых студийных записей оказались задействованы: солист и автор текстов Андрей Лысиков («Дельфин»), бас-гитарист и автор музыки Андрей Савченко («Ганс Хольман»), бас-гитарист Иван Лебедев («Кестер»), гитарист Михаил Воинов, клавишник Иван Черников, барабанщик Максим Хоруженко («Фофан»), диджей Павел Галкин («Мутабор») и звукоинженер Ян Миренский. Из основателей «Дубового Гая» в записи не поучаствовал лишь Олег Башкатов («Олень»), который не играл на музыкальных инструментах. Запись в студии «Класс» происходила в ночное время и вызывала множество негодований у соседствовавших через стену музыкантов и звукорежиссёров. Дельфин исполнял рэп поверх гитарных шумов, скретчей и семплов из Public Enemy.
Первый распад группы произошёл весной 1992 года: Дельфин начал выступать с рэп-группой «Мальчишник», летом к нему присоединился Олень, а Ганс Хольман вместе с Иваном Лебедевым («Кестер») образовал готик-рок-группу Alien Pat. Holman. В марте у группы «Мальчишник» начались гастроли, поэтому на другой коллектив у Дельфина времени не хватало. При этом рижский концерт и пять песен «Дубового Гайя», записанные на аудиокассеты, участники «Мальчишника» раздавали во время гастролей в «пиратские» палатки с целью распространить по всей стране. В «нелегальных» торговых точках можно было встретить на аудиокассете альбом группы «Мальчишник», на обратной стороне которого было пять треков группы «Дубовый Гай». Помимо этого Дельфин показывал эти записи продюсеру группы «Мальчишник», Адамову, который на тот момент не знал, что делать с этим «мрачным» материалом. В итоге группа «Дубовый Гай» временно расформировалась практически на два года.
В 1992 году Ганс Хольман и Иван Лебедев («Кестер») образовали готик-рок-группу Alien Pat. Holman. Название проекта связано с немецкой романтикой и с героями Ремарка: Pat. Holman — это героиня романа Ремарка «Три товарища», Патриция Хольман. Их знакомство произошло в студии «Рекорд»: в ходе одной из сессий Ганс и Кестер поняли, что они успешно дополняют друг друга. Их первый концерт произошёл во ВГИКе. Через некоторое время был привлечён гитарист Михаил Воинов и барабанщик Максим Хоруженко («Фофан»). В качестве стилистической основы была взята англоязычная психоделика и краут-рок. Музыкантам быстро удалось разработать авторское звучание. Со временем к концертам и студийным записям Ганс и Кестер стали привлекать новых людей. В 1992 году на первом независимом российском кассетном лейбле Swing Street появились и первые альбомы: Holman Demo Minimus и Life is more than just addiction.
12 апреля 1993 года студия «Союз» выпустила компиляцию «Союз-8. Дэнс», которая содержит один трек группы «Дубовый Гай» — «Когда ты вернёшься» (цензурная версия).

### Запись альбомов 1993—1994
Осенью 1993 года Дельфин принёс продюсеру группы «Мальчишник», Алексею Адамову, свои записи — «Когда ты вернёшься», «Ты холодна» и «Синяя лирика №3» — после прослушивания которых Адамов решил помочь Дельфину с проектом «Дубовый Гай»: проплатил дорогую по тем временам студию SNC Records на два месяца вперёд. Дельфин заключил контракт с Alien Pat. Holman о взаимовыгодном сотрудничестве, возродил проект «Дубовый Гай» и приступил к записи в студии SNC Records альбомов Stop The Killing Dolphins и «Синяя лирика №2», по музыке и тематике совершенно противоположных «Мальчишнику». Все композиции пронизаны особой «чёрной» лирикой, наводящей слушателя на мысль о неизбежности судьбы, тексты песен были о наркотиках и суициде. В записи песен участвовали: солист и автор текстов Андрей Лысиков («Дельфин»), гитарист и автор музыки Андрей Савченко («Ганс Хольман»), бас-гитарист Иван Лебедев («Кестер»), гитарист Михаил Воинов, клавишник Иван Черников, барабанщик Максим Хоруженко («Фофан»), диджей Павел Галкин («Мутабор») и звукоинженер Ян Миренский. Параллельно «Дубовый Гай» перезаписал песню «Чёрный город» в студии «Нота» во Дворце культуры «Завода имени Владимира Ильича».
В ноябре состоялась первая фотосессия группы в студии SNC Records, а через неделю после двухмесячной записи начались съёмки первого видео в арендованном бассейне, был проработан образ с участием художника Александра Шевчука. В январе 1994 года на «Розенкранц-студио» состоялась вторая фотосессия с участием фотографа Василия Кудрявцева, но, к сожалению, проект закрылся из-за отъезда Адамова в США 19 января. После отъезда Адамова группа записала в репетиционной квартирной студии Игоря Розенкранца «Розенкранц-студио» композицию «Осень» и вторую версию песни «Мама» с помощью драм-машины и портастудии.
Группа «Дубовый Гай» прекратила своё существование в 1994 году. По словам Дельфина, Ганс был слишком тяжёлым человеком для того, чтобы продолжать сотрудничество с ним. Осенью 1994 года Ганс решил издать на аудиокассетах несколько песен группы под именем «Дубовый Гаайъ» на Swing Street Ltd., домашнем лейбле Виктора «Мутанта» Шевцова, звукоинженера фирмы Anima Vox. Ранее Ганс уже выпускал через этот лейбл два альбома своей рок-группы Alien Pat. Holman (HolmanDemoMinimus '92 и Life More Than Just Addiction '93). Песню «Сынок» Ганс решил озаглавить как «Пиз*атая песня», а также добавил один трек из проекта «Мишины дельфины» — «Я хочу умереть». Дебютный альбом Stop The Killing Dolphins вышел на аудиокассетах осенью 1994 года. Шевцов выполнил не только мастеринг альбома, но и придумал дизайн обложки. Альбом также был известен как «Суицидальное диско» по названию одной из песен, вышел маленьким тиражом в тысячу экземпляров и передавался из рук в руки.
Осенью 1995 года после выхода альбома «Мальчишника» «Кегли» владельцы лейбла «Элиас Records» (Ян Миренский) предложили Гансу, который в то время работал у них в студии, переиздать альбом Stop The Killing Dolphins (1994). После успешных продаж альбома владельцы «Элиас» предложили Гансу издать ещё один альбом, который он озаглавил по названию одного из треков — «Синяя лирика № 2». Но поскольку материала на него не хватало, Ганс добавил три песни, которые Дельфин записал вместе с Воиновым в студии «2С» осенью 1994 года на оставленные перед отъездом в США Адамовым деньги: «Песенка про дельфинов» (получившая при выпуске имя «Мишины дельфины»), «Стой, я, герой (твой)», «Не убивай на бумаге».
В мае 1996 года основатель и бэк-вокалист группы «Дубовый Гай», Олег «Олень» Башкатов, умер от передозировки наркотиков. В том же году Дельфин случайным образом записал в студии «2С» демо-материал с помощью участников распавшейся группы «Дубовый Гай» (Кестер, Арсений, Мутабор и Евгений): звукорежиссёр студии включил микрофон в то время, когда они репетировали в состоянии алкогольного опьянения. В итоге владельцы фирмы «Элиас» выпустили этот материал под названием «К.А.М.А.-З» на лейбле «Русский звук» в 2002 году. Летом 1996 года Дельфин записал с гитаристом группы «Дубовый Гай», Воиновым, альбом «Игрушки» в рамках проекта «Мишины дельфины». Запись проходила в студии «2С», кроме трека «Прозрачная», созданного у Дельфина дома. В записи приняли участие бас-гитарист Руслан Ахмеров и звукоинженер Виктор «Мутант» Шевцов. В поддержку альбома был снят видеоклип на композицию «Игрушки». Диск был выпущен фирмой «Элиас Records» в августе 1997 года.

### Возрождение 1997—2004
В 1994 году Ганс Хольман из Alien Pat. Holman поселился в булгаковском сквоте, где он познакомился с художником и музыкантом Владом Буцыком, который стал новым гитаристом группы. Вскоре после их знакомства были записаны первые работы под названием «Театр жидкого эфира», в которых также принял участие ещё один музыкант Игорь Сталкер.
В 1995 году группа Alien Pat. Holman записала в студии «2С», принадлежащей фирме «Элиас», альбом «Our Passion’s Flowers» при участии таких музыкантов как: Роман Лебедев («Коррозия Металла», «Ночной Проспект»), Алексей Бортничук («Звуки Му»), Влад Буцык («Министерство Психоделики»), Андрей Шейк («Клён», «Братья по Разуму»), Алексей Алексеев («Николай Коперник») и Игорь Сталкер («Унтервассер», «НАТО»). В 1997 году Ганс Хольман начал употреблять наркотики и в результате оказался в руках московской милиции с 1,5 граммами героина. Ему пришлось продать новый альбом Alien Pat. Holman владельцам фирмы «Элиас» ради необходимой суммы в качестве откупа от милиции. Таким образом в 1997 году на аудиокассетах появился альбом «Чужая Патриция», c которого начался отсчёт истории нового «Дубового Гаайя».
Удивившись коммерческому успеху фирма «Элиас Records» решила переиздать все альбомы на компакт-дисках, в связи с чем стала разыскивать Ганса, который к тому моменту весь год проходил курс лечения от наркотиков. В 1999 году рекорд-компания предложила вернувшемуся Гансу и Кестеру выпустить ещё пару пластинок под этим названием: «Naked Live» и «Aalien». Первая была записана в период с 1992 по 1996 год и раскрывает концертную сторону жизнедеятельности гитарного проекта Alien Pat. Holman, а вторая уводит в мир абстрактных алхимических экспедиций с 1995 по 1996 год, названных журналом «Птюч» «русский Underworld».
Осенью 2001 года один из участников групп «Дубовый Гаайъ» и Alien Pat. Holman, барабанщик Максим Хоруженко, более известный как Макс Фофан, умер из-за проблем с наркотиками.
10 августа 2002 года Дельфин исполнил песни «Суицидальное диско» и «Я хочу умереть» в память о группе на фестивале «Нашествие». В 2002 году Дельфин выпустил коллекционное переиздание дисков на лейбле Крем Рекордс/Moon Records, включая альбомы группы «Дубовый Гаайъ» — Stop The Killing Dolphins и «Синяя лирика №2».
В 2004 году Хольман покинул «Дубовый Гаайъ» и ушёл в группу «О.Н.И.».
6 апреля 2023 года во время интервью Дельфин анонсировал выход в ближайшем будущем альбомов группы «Дубовый Гаайъ» на грампластинках.

## Критика
В 1998 году редактор журнала «ОМ», Сергей Борчуков, оценил альбом Stop The Killing Dolphins на 4 из 5, подчеркнув, что в альбоме «нет ни нравящейся народу совковой разухабистости, ни столь модного героинового бахвальства.»:
Юные Дельфин и компания, использовав навязчивое «нойзовое» гитарное жужжание а-ля Sonic Youth, сделали совершенно экстремально-лирическую пластинку.
В 2001 году автор проекта «Музыкальная энциклопедия „Евразия“», Андрей Грачёв, рецензируя альбом Stop The Killing Dolphins, отметил, что альбом наполнен чёрно-белыми тонами (смерть, наркотики, душевные муки), в которых нет и капли того солнечного света, который исходил от «Мальчишника». Рецензируя альбом «Чужая Патриция», пришёл к выводу, что альбом предстаёт в виде пространственно временного кругосветного путешествия. А содержание альбома «Aalien» назвал «историческим экскурсом в алхимической экспедиции музыкантов во времени и пространстве».
В 2010 году редактор сайта OpenSpace.ru, Святослав Каверин, поместил группу «Дубовый Гаайъ» в список «Красная книга. Глава 5. Жесткотека 1990-х» и счёл нынешнюю популярность Дельфина «залогом интереса к его первому музпроекту».
В 2020 году музыкальный редактор интернет-издания Vatnikstan, Иван Белецкий, поместил альбом Stop The Killing Dolphins в список «Русский рэп 1990‑х: десять главных альбомов», назвав содержимое «наивными ученическими песенками про суицид и неразделённую любовь, балансирующими между рэпкором, трип-хопом и бог весть ещё чем».
В 2020 году редактор интернет-журнала «УндергрундХерос», Хаим Захаров, заметил, что тексты альбома Stop The Killing Dolphins пронизаны темой наркотиков («Чёрный город», «Я хочу умереть», «Когтеглазые орлы»), самоубийства («Суицидальное диско», «Мой мир», «Сон») и неразделённой любви («Когда ты вернёшься», «Ты холодна» — эта даже о любви и убийстве сразу), а среди жанров отметил рэпкор («Я хочу умереть»), а также нойз-рок и гранж в духе Sonic Youth, очень любимых Дельфином («Суицидальное диско», «Когтеглазые орлы», «Сон»).

## Наследие и влияние
«Дубовый Гай» повлиял на творчество российских рэп-исполнителей:
В 2007 году участник группы «25/17», Бледный, упомянул группу в песне «Три нити».
Участник группы «Многоточие», Руставели, впервые услышав группу «Дубовый Гай» в 1994 году в возрасте 16 лет, понял, что есть человек (Дельфин), который «чувствует мир так же, как и он». И это ему помогло.
Также оказала влияние на творчество рок-групп «7раса», Step Aside, «Литий», Spider in the Anthill, «Воскрес».

## Состав группы
- Андрей Лысиков («Дельфин») (род. 1971) — вокалист и автор текстов (1991—1992; 1993—1994)[72]
- Андрей Савченко («Ганс Хольман») (род. 22 апреля 1970) — гитарист и автор музыки (1991—1992; 1993—1994) звукорежиссёр, вокалист (1997—2004)
- Олег Башкатов («Олень») (14 июля 1970, Москва — 21 июня 1996, Москва) — бэк-вокалист (1991)
- Иван Лебедев («Кестер») (род. 1964) — бас-гитарист (1993—1994; 1997—2004)
- Павел Галкин («Мутабор») (род. 1973) — скретч (1991—1992; 1993—1994)
- Иван Черников (род. 1973) — гитарист, клавишник (1991—1992; 1993—1994; 1997—2004)
- Михаил Воинов (род. 1974) — гитарист (1991—1992; 1993—1994)
- Максим Хоруженко («Фофан») (1970—2001) — барабанщик (1991—1992; 1993—1994; 1997—2001)
- Ян Миренский (род. 1966) — звукоинженер (1991—1992; 1993—1994; 1997—2004)

## Тематика песен
- Суицид. Этой тематике посвящены практически все песни группы, начиная с песен «Суицидальное диско», «Мама», «Синяя лирика», «Я хочу умереть», «Мой мир» и заканчивая поздними песнями группы — «Транспечаль», «Осень». Настроение песен варьирует от депрессивного до хулиганского.
- Смерть. «Когтеглазые орлы», «Ты холодна», «Сон», «Вельветовая песня», «Мишины Дельфины», «Не убивай на бумаге».
- Наркотики. «Чёрный город», «Когда ты вернёшься», «Синяя лирика», «Пиз*атая песня», «Мама».
- Неразделённая любовь. «Когда ты вернёшься», «Синяя лирика», «Стой, я герой (твой)», «Мишины Дельфины».
- Депрессия «Я дождь».

## Дискография
Студийные альбомы (1991—1994)
- 1994 — Stop The Killing Dolphins (переиздано в 1995, 1996, 2002 и 2003 году)
- 1995 — Синяя лирика №2 (переиздано в 1996, 2002 и 2003 году)

Концертные альбомы
- 1991 — Live in Riga

Alien Pat. Holman (1997—2004)
- 1997 — Чужая патриция
- 2000 — Naked (Live 1992—1996)
- 2000 — Aalien
- 2001 — Мистика (vol.1) (Live @ NYC. May 23, 2001)
- 2001 — Мистика (vol.2) (Live @ NYC. May 23, 2001)
- 2002 — Лабиринты грие
- 2002 — The best Dj in the world (vol.1. Personal Jump)
- 2003 — The best Dj in the world (vol.2. Transit Moskva - Jamaica - Ibiza)

Чарты и ротации
По данным интернет-проекта Moskva.FM, 5 песен группы «Дубовый Гаайъ» были в ротации нескольких российских радиостанций с 2010 по 2015 год: «Пиз*атая песня», «Суицидальное диско», «Вельветовая песня», «Ты холодна (Суп)» и «Я хочу умереть».